# 885 v.Chr.
Het jaar 885 v.Chr. is een jaartal volgens de christelijke jaartelling.

## Gebeurtenissen

### Israël
- Begin van de regeerperiode van Zimri, koning van Israël, nadat de vorige koning, Ela, ten val gebracht is.